# Jimpei Yoshida
Jimpei Yoshida (japanisch 吉田 陣平 Yoshida Jimpei; * 6. Mai 2003 in Niigata, Präfektur Niigata) ist ein japanischer Fußballspieler.

## Karriere
Jimpei Yoshida erlernte das Fußballspielen in der Schulmannschaft der Saga Higashi High School. Seinen ersten Vertrag unterschrieb er am 1. Februar 2022 bei Albirex Niigata. Der Verein aus Niigata, einer Stadt in der Präfektur Niigata, spielt in der zweiten japanischen Liga. Sein Zweitligadebüt gab Jimpei Yoshida am 15. Mai 2022 (16. Spieltag) im Auswärtsspiel gegen den FC Machida Zelvia. Hier wurde er in der 81. Minute für Yūji Hoshi eingewechselt. Machida Zelvia gewann das Spiel 2:1. Am Ende der Saison 2022 feierte er mit Albirex die Meisterschaft und den Aufstieg in die erste Liga. Nach zwei Spielzeiten, in denen er drei Ligaspiele bestritt, wechselte er im Februar 2024 auf Leihbasis zum Drittligisten Kamatamare Sanuki.

## Erfolge
Albirex Niigata
- Japanischer Zweitligameister: 2022  ▲